# Diego Elías
Pour les articles homonymes, voir Élias.
Diego Elías, né le 19 novembre 1996 à Lima, est un joueur professionnel de squash représentant le Pérou. Il devient en avril 2023 le premier joueur sud-américain no 1 mondial. Il est champion du monde junior en 2014 et en 2015. Il est le premier Péruvien, vainqueur d'un tournoi majeur PSA en remportant en octobre 2021 le Qatar Classic, en octobre 2022 l'US Open et en janvier 2023 le tournoi des champions. En mai 2024, il devient le premier Sud-américain champion du monde.

## Biographie
Son père José Manuel 'El Tigre' Elías étant lui-même joueur de squash de haut niveau, champion du Pérou pendant près de 20 années consécutives, c'est tout naturellement qu'il rejoint les courts de squash dès ses plus jeunes années. Son père devient son formateur mais aussi son partenaire de double avec qui il se révèle quasiment imbattable. À l'âge de 15 ans, il décide de suivre sa scolarité par correspondance afin de pouvoir voyager sur les compétitions de squash.
Il se révèle internationalement dans la catégorie junior. Il remporte entre autres le British Open et l'US Open en junior. En 2013, il est champion d'Amérique du Sud des moins de 19 ans à l'âge de 16 ans. Aux championnats du monde junior 2013, il échoue en quart de finale face à Fares Dessouky. Il gagne le titre en 2014 sans perdre un jeu en s'imposant en finale face à l'Égyptien Omar El Atmas sur le score de 11-3, 11-2 et 11-1. En 2015, il conserve son titre en s'imposant en finale contre Youssef Soliman sur le score de 3-0. Il est également finaliste des Jeux panaméricains.
En mai 2017, il rentre dans le top 20 devenant le premier Péruvien dans le top 20. Il confirme quelques mois après lors du Netsuite Open quand il bat le triple champion du monde et no 4 mondial Nick Matthew en quart de finale avant de s'incliner en demi-finale face au champion du monde en titre Karim Abdel Gawad en 5 jeux et 90 minutes après avoir mené deux jeux à zéro.
En janvier 2018, il rentre pour la première fois dans le top 10 devenant le premier Péruvien et le deuxième joueur sud-américain après Miguel Ángel Rodríguez à accomplir cette performance,. En juin 2018, il est médaille d'or aux Jeux sud-américains de 2018. En octobre 2018, il s'impose lors du Qatar Classic face au no 1 mondial et champion du monde Mohamed El Shorbagy.
En mars 2019, il remporte le plus grand titre de sa carrière en s'imposant face à Paul Coll lors du tournoi PSA World Tour Silver  Canada Cup.
En juillet 2019, il remporte à domicile l'épreuve masculine individuelle aux Jeux panaméricains de 2019.
Le début de saison 2021-2022 le voit revenir au plus haut niveau avec deux défaites très serrées dans les deux premiers tournois majeurs British Open et US Open puis une première victoire dans un tournoi platinum le Qatar Classic face à Paul Coll. En octobre 2022, il remporte l'US Open en s'imposant face au champion du monde Ali Farag.
Le début de saison 2022-2023 est tonitruant avec trois titres successifs: le Tournoi des champions, le Motor City Open et l'Open de Pittsburgh. Après sa finale au Bristish Open face à Ali Farag, Il devient en avril 2023 le premier joueur sud-américain no 1 mondial. En mai 2024, après avoir vaincu le triple tenant Ali Farag en demi-finale, il s'impose en finale face à Mostafa Asal et devient le premier Sud-américain champion du monde. En 2025, il remporte le prestigieux British Open face au numéro 1 mondial Mostafa Asal.

## Palmarès

### Titres
- Championnats du monde : 2023-2024
- British Open : 2025
- Tournament of Champions : 2023
- US Open : 2022
- Qatar Classic : 2 titres (2021, 2024)
- British Open : 2025
- Open du Canada de squash 2024
- Open de Pittsburgh: 2023
- Motor City Open : 4 titres (2020, 2022, 2023, 2024)
- Necker Mauritius Open 2022
- Open de Manchester : 2021
- Open de Macao : 2019
- Canada Squash Cup : 2019
- Edmonton Open : 2016
- Championnats du monde junior : 2014, 2015

### Finales
- US Open : 2024
- Qatar Classic : 2023
- Paris Squash masculin 2023
- World Series Finals : 2023
- British Open : 2023
- Hong Kong Open : 2022
- Tournoi des champions : 3 finales ( 2022,  2024, 2025)
- Grasshopper Cup : 2025
- Open de Singapour : 3 finales (2022, 2023, 2024)
- Tournoi des champions : 2 finales ( 2022,  2024)
- Optasia Championships 2022
- Torneo Internacional PSA Sporta : 2 finales (2018, 2019)
- Motor City Open : 2019
- Open du Pakistan : 2018